# 西安地铁17号线
西安地铁17号线又称关中城市群富平（阎良）至咸阳机场铁路、是西安地铁目前规划中的一条地铁线路，经过西安市和渭南市。西安地铁17号线从关中群富平（阎良）到达至西安咸阳国际机场。本线路连接机场、秦汉新城、泾河新城、高陵区以及阎良区的一条市域铁路。
规划线路全长约69.3km，共设8座车站。西安地铁17号线项目阎良段准备采取‘城区地下+城外高架’的通行方式，设置人民西路和川心堡两个站点，预留航博大道站。其中高架段长47.2km，地下段长12.1km，线路在西咸新区段长22.1km，西安段长41.4km，渭南段长5.8km。本线起点从西安咸阳国际机场站至富平行政中心站。该线路规划使用6组市域D型车（最高时速160km/h)。

## 历史
本线路目前还在规划中，预计2025年开工建设。
2024年6月5日，全国公共资源交易平台·西安市公共资源交易中心发布了西安市轨道交通集团有限公司《关中城市群富平（阎良）至咸阳机场铁路勘察、设计项目招标计划》。
17号线项目的2标段、8标段分别于2024年7月12日、7月11日启动中标候选人公示。4标段于9月5日启动勘察劳务服务中标结果公示。
2025年1月2日，堑城停车场建设中标公示。

## 车站列表
高陵站-人民西路区间途经西安市临潼区，但不设置车站。
| 站名         | 行政区 | 行政区 | 启用日期 | 接驳线路                    | 站台类型 |
| ------------ | ------ | ------ | -------- | --------------------------- | -------- |
| 机场         | 咸阳市 | 渭城区 | 中標公示 | - 西安咸阳国际机场 - 14号线 | 地下     |
| 泾渭大道     | 咸阳市 | 泾阳县 | 中標公示 |                             | 高架     |
| 正阳大道     | 咸阳市 | 泾阳县 | 中標公示 |                             | 高架     |
| 军庄         | 西安市 | 高陵区 | 中標公示 | 10号线                      | 地下     |
| （預留車站） | 西安市 | 高陵区 | 中標公示 |                             | 高架     |
| 高陵         | 西安市 | 高陵区 | 中標公示 |                             | 高架     |
| 人民西路     | 西安市 | 閻良区 | 中標公示 |                             | 高架     |
| 富平南       | 渭南市 | 富平縣 | 中標公示 |                             | 高架     |
| 富平行政中心 | 渭南市 | 富平縣 | 中標公示 |                             | 高架     |